# Ricardo Soberado Hoyos
Ricardo Soberado Hoyos (Oviedo, Asturias, 7 de febrero de 1977), músico asturiano que inició su formación de la mano de su padre, para luego continuar su aprendizaje con el maestro Xuacu Amieva. Su formación se completaría con diferentes estudios y maestros de la talla de Ramón Prada o Jesús Ángel Arévalo. Fue representante de Asturias en el Festival intercéltico de Lorient en varias ocasiones. Uno de sus mayores logros profesionales es entrar en el Conservatorio Profesional de Oviedo como profesor de gaita.

## Biografía

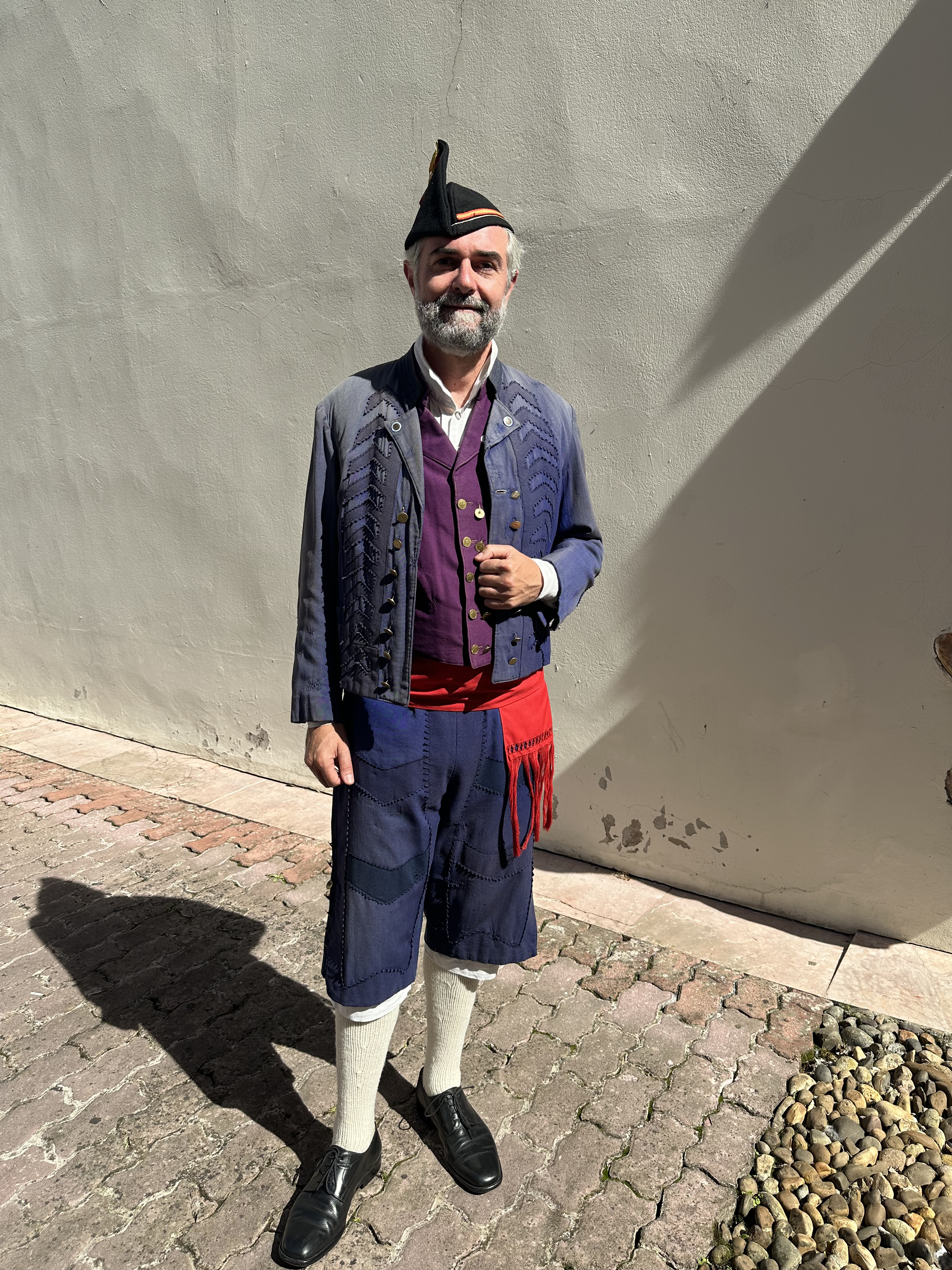
Ricardo Soberado Hoyos durante el "Dia'l Traxe'l País"

Sus primeros pasos con la gaita fueron de la mano de su padre, quien le enseñó las primeras canciones para más tarde continuar su aprendizaje con el maestru Xuacu Amieva. Durante 6 años formó parte de la Banda Gaites Naranco. Ingresó en ella con 14 años asumiendo las funciones de gaiteru solista y subdirector casi desde el inicio. Después continuó su formación con diferentes estudios de Piano, Armonía y Lenguaje Musical con Belén Barrero, licenciada en Piano por el Conservatorio de Oviedo. Estudios de Percusión Clásica con Jeff Matew, timbalero 1.º de la O.S.P.A. Estudios de Percusión Tradicional con Manuel Durán y Pedro Pangua. Estudios de Grado Elemental en la Escuela de Música Municipal de Llanera y diferentes cursos de formación complementaria con maestros como Ramón Prada o Jesús Ángel Arévalo.
Desde el año 1999 ejerce como profesional de la gaita. Fue integrante de la 1.ª Cooperativa de Maestros Gaiteros de Asturias, EURIJOMA.
Fundador de la Escuela de Música Tradicional Xácara en el año 1999 de la que nació la Banda Gaites Xácara de la cual fue director musical desde ese año hasta el año 2017. Como director de la Banda Gaites Xácara ha conseguido númerosos premios y reconocimientos a lo largo de sus 18 años como director, como el galardón a la mejor banda del año, entregado en los I Premios de la música “Carlos Jeannot” o la nominación al “mejor directo” con su espectáculo Synexthesia en los Premios AMAS 2015.
Desde el año 1999 hasta el 2005 fue maestro y coordinador de La Escuela de Música Tradicional La Guareña, de Oviedo.
En el año 2000 funda la Banda de Gaitas del Centro Asturiano de Oviedo, Centro donde impartió clases durante 9 años, además de dirigir la banda.
Fue colaborador musical del Plan Escuelas Viajeras de la Consejería de Educación del Principado de Asturias desde el año 2002 hasta el 2008. Desde octubre del 2004 trabaja como maestro de gaita en la Escuela de Música Tradicional “Manolo Quiros” del Ayuntamiento de Oviedo. Desde el año 2002 al 2006 impartió clases a los gaiteros de la Banda de Gaitas, Cornetas y Tambores del Regimiento Militar de Infantería Cabo Noval, consiguiendo un hecho importante como es la reconversión a gaita asturiana de todas las gaitas del regimiento, que hasta el momento eran gallegas.
Fue músico del grupo asturiano El Sueño de Morfeo, con quien además de colaborar en la grabación del 1.º, 2.º y 4.º disco, también participó en todas las giras de verano desde el 2005 hasta el año 2013, sumando más de 450 conciertos por todo el mundo.
Destaca como uno de sus mayores logros profesionales su entrada como profesor de gaita en el Conservatorio Profesional de Oviedo. En el año 2007 la gaita por primera vez en su historia entró a formar parte como una asignatura más de los estudios profesionales de música. Ricardo junto con Iñaki Sánchez Santianes, fueron los 2 primeros maestros de Asturias en impartir clase a los primeros 17 alumnos del Conservatorio Profesional de Música de Oviedo.
En el año 2011 publica su primer trabajo editorial junto a Balbino Menéndez; Iniciación a la gaita asturiana. Un método específico para niños de 7-8 años.
En los veranos 2017 y 2018 participó como maestro de gaita en los Campamentos d’averamientu tradicional, organizados por la Banda Gaites Conceyu Llangreu.
Desde el año 2018 forma parte de la plantilla de maestros de la Escuela de Asturianía, dependiente de la Dirección General de Emigración y Memoria Democrática del Principado de Asturias.

## Premios y reconocimientos
Su categoría como “gaiteru solista” quedó demostrada en infinidad de ocasiones durante los últimos años en los diferentes concursos y actuaciones en los que hizo aparición. Ganador de uno de los concursos más importante de la región, el Remis Ovalle en una ocasión, consiguiendo el 2.º y 3.º lugar en diferentes participaciones.
Representó a Asturias en el Festival Interceltico de Lorient en tres ocasiones consiguiendo el 3.º lugar en su última participación en el concurso de gaiteros solistas “Maccallan”.
También consiguió importantes premios en el Concurso y Muestra de Folklore “Ciudad de Oviedo” no solo como solista sino también como acompañante de grupos de baile y parejas con las cuales consiguió varias veces el 1.º premio. Participó en numerosos festivales de música por todo el mundo, Francia, Alemania, Polonia, Checoslovaquia, Inglaterra, Canadá, México, Uruguay, Chile... etc. y también por toda España además de recorrer todos los pueblos y ciudades de Asturias.